# Cryptopsy
Cryptopsy este o trupă canadiană de technical death metal din Montreal, înființată în 1988.